# Аршам
Аршам (арм. Արշամ) (Арсамес; Артавазд) (? -228 год до н. э.) — царь армянского царства Софены и Коммагены. По мнению американского специалиста по нумизматике Пола Бедукяна, в истории царства было два царя с именем Аршам, Аршам I (ок. 240 до н. э.) и его преемник Аршам II (ок. 230 до н. э.).

## Биография
В 243 году до н. э сменил своего отца Сама I, на престоле армянского царства Софены и Коммагены. Аршам был одним из первых армянских правителей начавший чеканить свою монету. Его монеты, являются одним из наиболее ранних, дошедших до нас, памятников армянской эллинистической культуры. На левом берегу притока Евфрата — реке Арацани, им был основан город Аршамашат (ныне Шимшат в Турции), а в Коммагене — два города Арсамеи. Во время своего царствования Аршам всячески оказывал поддержку брату Селевка II и претенденту на престол Селевкидов — Антиоху Гиераксу. Примерно в 240 году до н. э. Аршам попытался объявить себя независимым царем, однако не добившись своего он подчинился селевкидскому правительству. От Аршама трон унаследовал его сын Ксеркс
Также у Аршама был сын Оронт IV, у которого в свою очередь сын — Птолемей Коммагенский.